# Vietnow
Singles de Rage Against the Machine
Down Rodeo No Shelter
Vietnow est le dernier single de l'album Evil Empire du groupe Rage Against the Machine; le single est sorti en 1997.
La chanson fait référence à certaines émissions de radio populaires aux États-Unis ainsi qu'à Stacy Coon, l'un des quatre policiers de Los Angeles ayant participé au tabassage d'un motard noir au début des années 1990, Coon fut l'un des deux à avoir été appréhendé et arrêté par la police.
Le riff de la chanson peut faire penser au riff d'une chanson de Led Zeppelin, The Wanton Song, puisque Tom Morello a cité comme influence cette chanson pour le riff.